# Birutė Galdikas
Marija Filomena Galdikas Biruté (Wiesbaden, 10 maggio 1948) è un'antropologa, climatologa e ambientalista canadese, la maggior esperta mondiale sugli oranghi.

## Biografia
Figlia di Antanas e Filomena Galdikas rifugiati lituani in fuga dall'occupazione sovietica degli stati baltici, nel 1948 si trasferirono in Canada dove il padre lavorò nelle miniere del rame in Quebec. L'anno successivo si trasferirono a Toronto, dove il padre lavorava come minatore e appaltatore.
Da bambina, immaginava spesso foreste lontane e creature esotiche. Il primo libro che prese in prestito dalla Toronto Public Library era la storia su una scimmia di nome Curious George. Crescendo, è stata ispirata dalle avventure del National Geographic di Jane Goodall e Dian Fossey . Ha due fratelli e una sorella minori.
Nel 1962 la famiglia si trasferì a Vancouver, dove incontrò il suo futuro marito, Rod Brindamour. Due anni dopo aver iniziato gli studi presso l'Università della British Columbia (UBC), la famiglia si trasferì negli Stati Uniti, lei si iscrisse all'Università della California, Los Angeles (UCLA), e studiò psicologia e zoologia laureandosi nel 1966. Nel 1969 consegue un master in antropologia. Nello stesso anno sposò Brindamour.

## Studi sul campo

### Ricerca nel Borneo
Durante i suoi studi universitari, conobbe il paleoantropologo Louis Leakey che la inserì insieme a Jane Goodall e Dian Fossey, nei suoi progetti di ricerca sui grandi primati. Grazie a lui ottenne un finanziamento dalla National Geographic Society per istituire una struttura di ricerca nel Borneo. Nel 1971, assieme al marito, arrivarono nella riserva del Tanjung Puting, nel Borneo indonesiano, dove venne allestito il campo di ricerca vicino al Mar di Giava, denominato "Camp Leakey". Dopo 5 anni con un articolo pubblicato sul National geographic magazine, fece conoscere al mondo per la prima volta la situazione degli orangutango.
Nel 1986 fondò la Orangutan Foundation International (OFI), con sede a Los Angeles, USA, per aiutare a sostenere gli oranghi in tutto il mondo.

### Lavoro di difesa e riabilitazione
È rimasta nel Borneo per oltre 40 anni diventando sostenitrice degli oranghi e della conservazione del loro habitat naturale nella foresta pluviale, a rischio di deforestazione per la creazione di piantagioni di olio di palma. I suoi sforzi di conservazione della specie vanno oltre la difesa dei loro territori, concentrandosi in gran parte sulla riabilitazione degli oranghi orfani che le sono affidati. Molti di questi orfani una volta erano animali domestici illegali, prima di diventare troppo intelligenti e difficili da gestire per i loro proprietari.
Ha scritto diversi libri, tra cui un libro di memorie intitolato Reflections of Eden . In esso, descrive le sue esperienze a Camp Leakey e gli sforzi per riabilitare gli oranghi ex prigionieri e rilasciarli nella foresta pluviale del Borneo.
Attualmente docente alla Simon Fraser University di Burnaby, British Columbia, e alla Universitas Nasional di Jakarta, in Indonesia. È anche presidente della Orangutan Foundation International a Los Angeles, California.
Nel 2021 è diventata mecenate dell'organizzazione no profit per la conservazione della natura The Ancient Woods Foundation con l'obiettivo di proteggere le restanti foreste secolari in Lituania con tutta la biodiversità presente.

## Riconoscimenti
- Indonesia’s Hero for the Earth Award (Kalpataru)
- Tyler Prize for Environmental Achievement[7]
- Institute of Human Origins Science Award
- Officer, Order of Canada
- PETA Humanitarian Award
- United Nations Global 500 Award
- Sierra Club Chico Mendes Award
- Eddie Bauer Hero for the Earth
- Queen Elizabeth II Commemorative Medal (Canada)
- Chevron Conservation Award
- Pride of Lithuania Award
- Gold Medal for Conservation, Chester Zoological Society (UK)
- Explorer and Leadership Award, Royal Geographic Society of Spain
- Queen Elizabeth II Jubilee Medal (Canada)
- Satya Lencana Pembangunan Medal (Indonesia)[8]

## Scritti
- Riflessioni di Eden: I miei anni con gli oranghi del Borneo (1995)
- Odissea degli oranghi (1999)
- Odissea della Grande Scimmia . (2005). Abrams: New York.ISBN 978-1-4351-1009-0

## Cinema e televisione
Recita nel documentario Born to Be Wild 3D , pubblicato nell'aprile 2011. È apparsa anche nei documentari Nature (documentario TV, 2005), Life and Times (documentario TV, 1996), 30 Years of National Geographic Specials (documentario TV, 1995), Orangutans: Grasping the Last Branch (documentario, 1989), La bella e le bestie (documentario Channel 4 UK, 1996), The Last Trimate (documentario TV, 2008) e She Walks With Apes (documentario CBC TV, 2019). Jungle Quest di Terry Pratchett (documentario, C4, Regno Unito 1995)

## Critiche
È stata criticata alla fine degli anni '90 per quanto riguarda i suoi metodi di riabilitazione. La questione è stata alimentata dalla pubblicazione di articoli sulla rivista Outside (maggio 1998) e su Newsweek (giugno 1998). il Ministero delle Foreste indonesiano - con il quale Galdikas si era scontrata sulle politiche di disboscamento - affermò che deteneva "un numero molto elevato di oranghi illegali... in pessime condizioni" nella sua casa, spingendo il governo a prendere in considerazione accuse formali. Ha negato tutte queste affermazioni in una risposta a Newsweek nel giugno 1999, osservando che le accuse di maltrattamento erano "semplicemente sbagliate" e che le affermazioni "stravaganti" hanno costituito la base di "una campagna totalmente unilaterale contro di me" .